# 2097 Galle
A 2097 Galle (ideiglenes jelöléssel 1953 PV) a Naprendszer kisbolygóövében található aszteroida. Karl Wilhelm Reinmuth fedezte fel 1953. augusztus 11-én.